# 甘禅寺
甘禅寺，位于中国青海省互助县巴藏乡抓什究村，为第八批青海省文物保护单位，公布日期为2008年4月10日，类型为古建筑。
甘禅寺的历史年代为清。